# Владислав Садловський

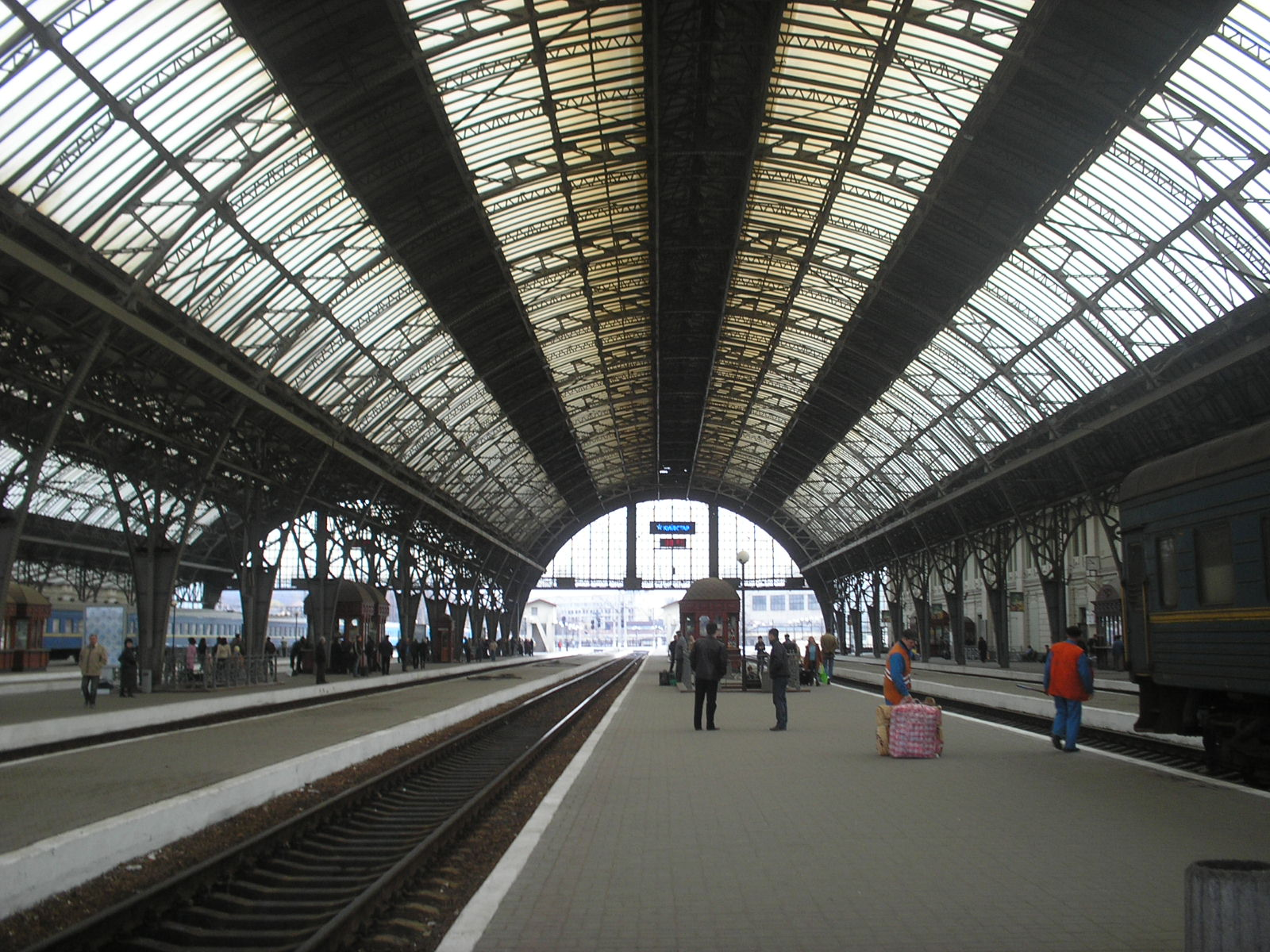
Дебаркадер львівського залізничного вокзалу

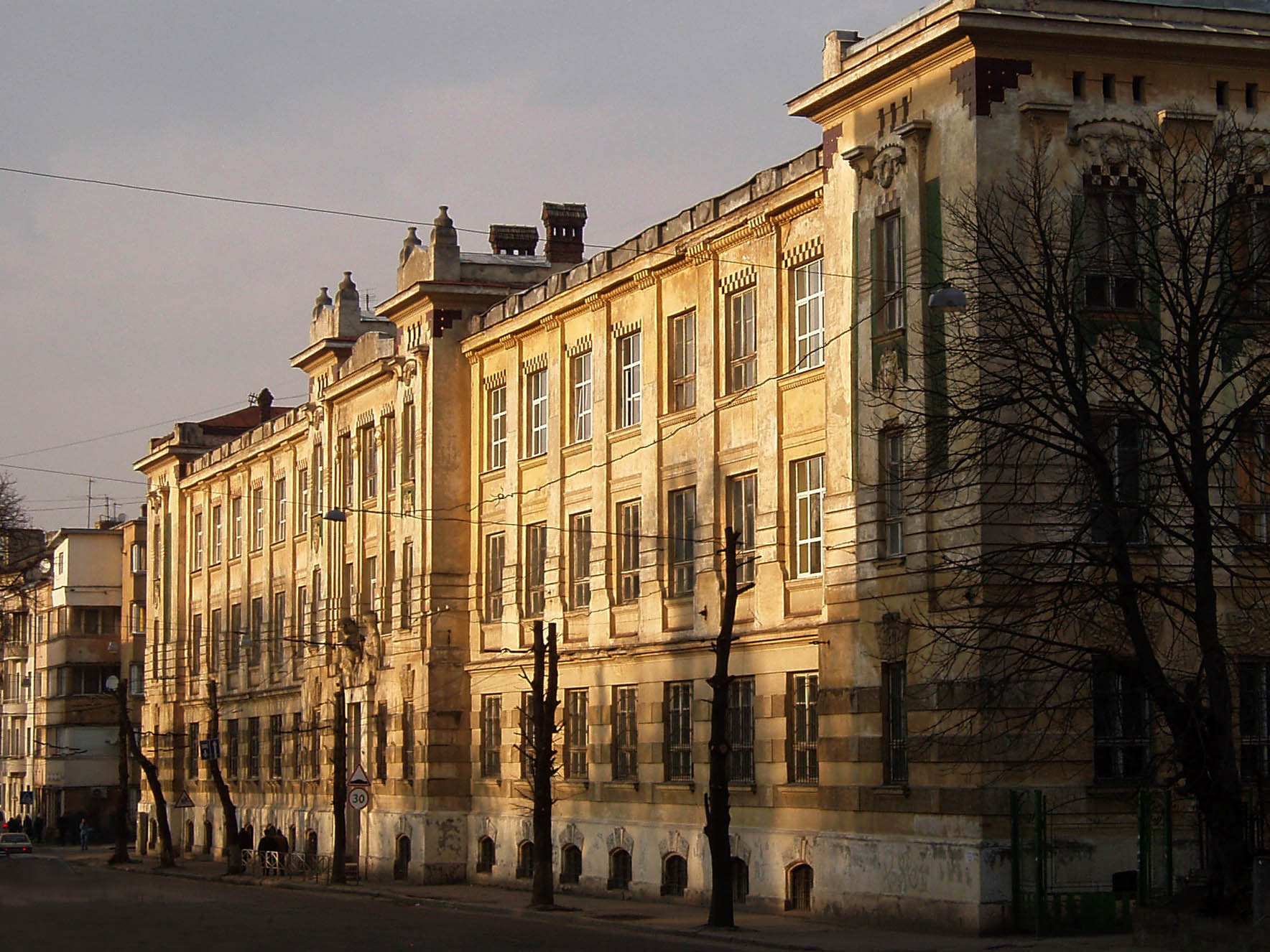
Промислова школа на вулиці Снопківській у Львові

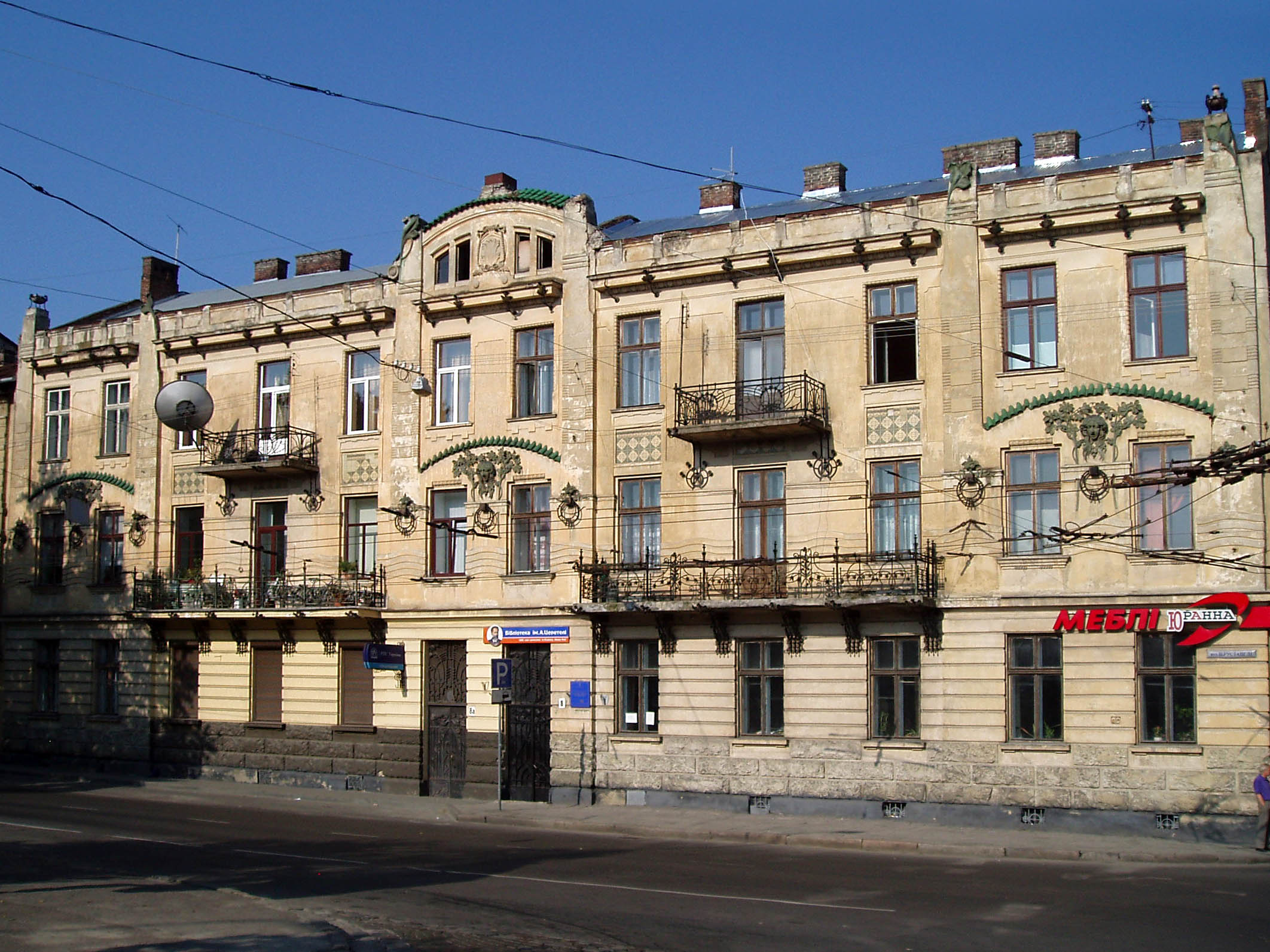
Дім на вулиці Руставелі у Львові

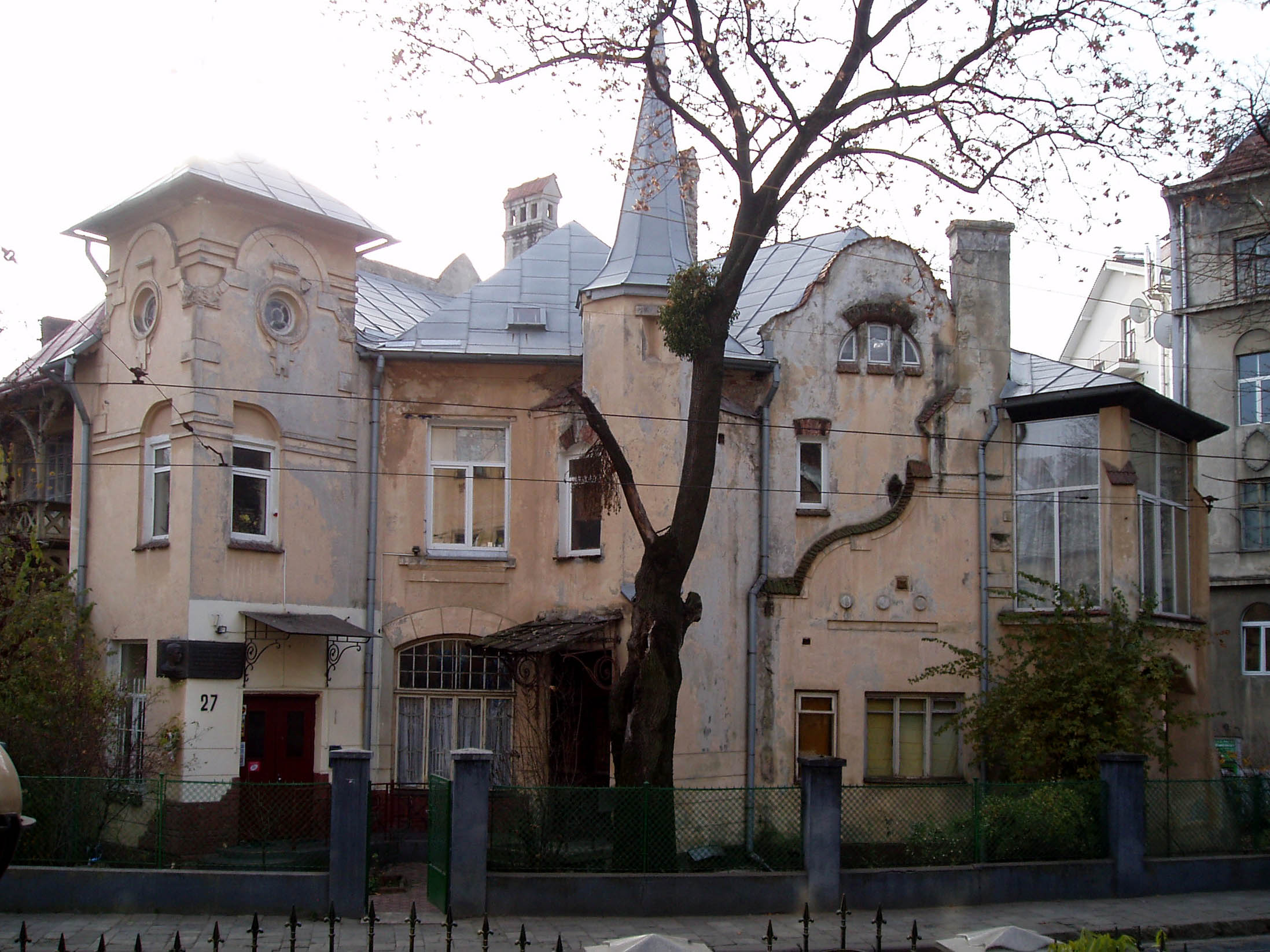
Вілла Зигмунта Розвадовського

Влади́слав Алекса́ндер Садловський (пол. Władysław Aleksander Sadłowski; 25 червня 1869, Львів — 21 травня 1940, там само) — львівський архітектор, дизайнер, педагог. Автор ряду львівських споруд у стилі сецесії.

## Біографія
Народився в родині архітектора Віктора Садловського й Марії з Равських, що походила з родини львівських архітекторів. Закінчив реальну школу у Львові. Протягом 1888—1892 років навчався у Львівській, а у 1892—1894 роках — у Віденській політехніці, де пізніше, протягом 1894—1896 років був асистентом на кафедрі ручного та орнаментального рисунку в Отто Грубера. Вивчав архітектуру Відня та Нижньої Австрії. 1897 року у Львові отримав диплом інженера. Від 1 січня 1900 року — член Політехнічного товариства у Львові. У 1901—1904 роках його обирали до правління товариства, зокрема у 1903—1904 роках був заступником секретаря. У 1910 році кілька проєктів Садловського експонували на архітектурній виставці у Львові. Викладач рисунку в Державній промисловій школі у Львові протягом 1899—1911 років. Від 1911 року викладав у Львівській політехніці, де був професором до 1934 року (від 1919 — звичайним). Очолював кафедру ручного й орнаментального рисунку. У 1916—1918 роках був деканом архітектурного факультету.
Автор ряду сецесійних споруд у Львові та за його межами, проєктував також інтер'єри предмети повсякденного вжитку. В архітектурі застосовував ідеї Отто Вагнера. Входив до складу журі конкурсів проєктів будинку Політехнічного товариства у Львові (1905), проєктів нового костелу святої Анни у Львові (1912). Помер у Львові, похований на Личаківському цвинтарі, поле № 2.
Роботи
- Сецесійна каплиця-усипальниця родини Гулімків на українському цвинтарі в Мицові Люблінського воєводства. Збудована 1900 року. В оздобленні взяв участь скульптор Алоїз Бунш.[7]

- Новий залізничний вокзал у Львові, споруджений у 1899—1904 роках. Застосовано новітні залізобетонні конструкції системи Франсуа Еннебіка, виконаних фірмою Альфреда Захаревича і Юзефа Сосновського, за участі інженера Міхала Фінкельштейна. Перон перекрито двопрогоновим стальним дебаркадером, спроєктованим Садловським у співавторстві з інженером Едмундом Зеленевським (1902—1904). До проєктування інтер'єрів окрім Садловського долучилися відомі архітектори та живописці, такі як Альфред Захаревич (пасажирські зали першого і другого класів), Тадей Обмінський (зал третього класу), Йозеф Балла (розписи в люнетах головного залу). Фасад оздоблений скульптурами Антона Попеля та Петра Війтовича.[8] Проєкт вокзалу експонували 1910 року на виставці польських архітекторів у Львові.[3]

- Вілла художника Зигмунта Розвадовського на вулиці Котляревського, 27 у Львові (1906, споруджувала фірма Едмунда Жиховича). Дім, майже позбавлений декору, має сміливу, виразно асиметричну просторову композицію[9].

- Дім Галицького музичного товариства у Львові. Первісний проєкт у необароковому стилі розроблено 1905 року Владиславом Галицьким. Планувалось розміщення консерваторії і концертного залу, а частина будинку мала використовуватись як дохідний дім. Будівництво розпочато, однак наступного року його продовжено за проєктом, переробленим у сецесійному стилі Владиславом Садловським. Рельєфи на фасадах із зображеннями музичних інструментів, а також дві металеві скульптури лебедів на аттиках виконані Петром Гарасимовичем. Інтер'єр двоярусного концертного залу прикрашали погруддя композиторів скульпторки Люни Дрекслер. Проєкт будинку товариства експонувався 1910 року на виставці польських архітекторів у Львові.[3] Нині це дім Львівської обласної філармонії на вулиці Чайковського, 7.[10]

- Прибутовий дім банкіра Міхала Стоффа на нинішній вулиці Руставелі, 8-8а у Львові. Зведений будівельною фірмою Едмунда Жиховича (1906—1907).[11]

- Завершення спорудження будинків № 6-8-10 на вулиці Мартовича у Львові (1907). Початковий проєкт Наполеона Лущкевича.[12]

- Палац Антонія Скшинського в Журавному (1908). Скульптурне оздоблення інтер'єрів Петра Гарасимовича.[13]

- Нова будівля львівської Промислової школи у стилі пізньої сецесії, на вулиці Снопківській, 47. Монументальна триповерхова 21-осьова будівля прямокутна в плані. Фасад пожвавлено чотирма ризалітами — двома в центрі та двома по краях будівлі. Декоративне оздоблення виконано із застосуванням доволі стриманої ліпнини і кольорових (зелених та брунатних) керамічних плиток. Центральний вхід увінчано двома алегоричними півфігурами «Мистецтво» та «Художній промисел» авторства Петра Війтовича. Проєкт розроблено 1906 року при співпраці Адольфа Віктора Вайсса. Будівництво завершено 1909, а урочисте відкриття відбулось 1910 року. У 1920-х роках за проєктом Садловського добудовано тильне крило.[14]

- Нереалізований проєкт нового палацу мистецтв у необароково-сецесійному стилі на площі Галицькій у Львові (1908).[15] Експонувався на виставці польських архітекторів у Львові.[3]

- Нереалізований конкурсний проєкт нового будинку Львівського університету на нинішній вулиці Грушевського (1913). Проєкт не здобув призових місць, але був придбаний журі.[16] Робота увійшла до виданої того ж року збірки проєктів конкурсу.[17]

- Проєкт дерев'яних сталлей для хорів домініканського костелу у Львові, створений 1931 року. Не був затверджений.[18]

Реставрація та перебудова
- Оформлення входу до аптеки Г. Старка на площі Галицькій, 1 у Львові (1904).[19]

- Реконструкція інтер'єру костелу монастиря сакраменток на вулиці Тершаковців, 9 у Львові (1902—1906). Серед іншого було виготовлено новий необароковий алебастровий вівтар (спільно з Фердинандом Маєрським) із чотирма статуями ангелів авторства Петра Війтовича (1903, не збереглись).[20] Існує і дещо відмінна думка щодо авторства реконструкції. Львівський історик Юрій Смірнов дійшов висновку, що автором проєкту був архітектор і підприємець Едмунд Жихович. Садловський же спроєктував лише головний вівтар.[21]

- Реставрація каплиці Кампіанів і каплиці Милосердного Христа Латинського катедрального собору у Львові протягом 1905—1907 років. В останній під керівництвом Садловського створено новий інтер'єр змішаного сецесійно-академічного вигляду. В оздобленні взяли участь скульптори Томаш Дикас та Алоїз Бунш, живописці Едвард Мірон Пітч, Валеріан Крицінський та Станіслав Дембіцький.[22]

- Нові корпуси фабрики Бачевських у стилі раціонального модерну на нинішній вулиці Хмельницького, 116 у Львові (1908)[23].

- Реставрація барокового костелу домініканців у Тернополі (1908—1910, нині кафедральний собор УГКЦ).